# Violent Night
Série
Violent night 2
(2026)
Pour plus de détails, voir Fiche technique et Distribution.
Violent Night ou Ô violente nuit au Québec est un film de Noël américain réalisé par Tommy Wirkola et sorti en 2022.
Il est présenté en avant-première à la New York Comic Con.

## Synopsis
À Bristol, dans un bar, le père Noël (David Harbour), ivre, boit une bière tout en se lamentant, démoralisé à cause des enfants d'aujourd'hui, trop gâtés, qui ont perdu l'esprit de Noël. Il monte sur le toit et remonte dans son traîneau pour continuer sa tournée. Celle-ci le mène à Greenwich, dans le Connecticut.
À Greenwich, Jason Lightstone (Alex Hassell) est rejoint par son épouse Linda (Alexis Louder (en)), dont il est séparé, et leur fille Gertrude « Trudy ». Ils sont venus passer le réveillon de Noël dans la somptueuse demeure de la richissime et tyrannique mère de Jason, Gertrude (Beverly D'Angelo). Jason y retrouve sa sœur Alva, qui lorgne sur l'empire familial et qui est très jalouse de son frère, parce qu'il a toujours été le préféré de leur mère. Alva (Edi Patterson (en)) est accompagnée de son fils Bertrude « Bert » (Alexander Elliot (en)) et de l'acteur Morgan Steele (Cam Gigandet), son compagnon.
Toute la famille s'apprête à fêter Noël quand un groupe de mercenaires, mené par Jimmy Martinez « Monsieur Scrooge » (John Leguizamo), attaque l'immense propriété des Lightstone et les prend en otage. Le père Noël doit intervenir et tout faire pour les sauver, car la gentille Trudy croit en lui.

## Fiche technique
Sauf indication contraire, les informations mentionnées dans cette section peuvent être confirmées par la base de données cinématographiques IMDb,  présente dans la section « Liens externes ».
- Titre original et français : Violent Night
- Titre québécois : Ô violente nuit
- Réalisation : Tommy Wirkola
- Scénario : Josh Miller et Patrick Casey
- Musique : Dominic Lewis
- Direction artistique : Ksenia Markova
- Décors : Roger Fires
- Costumes : Laura DeLuca
- Photographie : Matthew Weston
- Montage : Jim Page
- Production : Guy Danella, David Leitch, Annie Marter et Kelly McCormick
  - Production déléguée : Marc S. Fischer
  - Coproduction : Paul Barry
- Société de production : 87North Productions
- Sociétés de distribution : Universal Pictures (États-Unis), Universal Pictures International France (France)
- Budget : 20 millions de dollars[2],[3]

- Pays de production :  États-Unis
- Langue originale : anglais
- Format : couleur
- Genre : comédie noire, comédie policière, fantastique, action
- Durée : 112 minutes
- Dates de sortie[4] :
  - États-Unis : 7 octobre 2022 (avant-première à la New York Comic Con)
  - France : 30 novembre 2022
  - États-Unis, Canada : 2 décembre 2022
- Classification[5] :
  - États-Unis : R
  - France : Tous publics avec avertissement lors de sa sortie en salles

## Distribution
- David Harbour (VF : Jérémie Covillault ; VQ : Louis-Philippe Dandenault) : le père Noël
- John Leguizamo (VF : Bernard Gabay ; VQ : Antoine Durand) : Jimmy Martinez « Monsieur Scrooge »
- Alex Hassell (VF : Jean-Pierre Michaël ; VQ : Frédérik Zacharek) : Jason Lightstone
- Beverly D'Angelo (VF : Annie Balestra ; VQ : Élise Bertrand) : Gertrude Lightstone, mère de Jason
- Cam Gigandet (VF : Axel Kiener ; VQ : Alexis Lefebvre) : Morgan Steele, acteur
- Brendan Fletcher (VF : Jérémie Bédrune ; VQ : Alexandre Fortin) : « Krampus »
- Mike Dopud (VF : Joël Zaffarano ; VQ : Frédéric Paquet) : le commandant Thorpe
- Alexis Louder (en) (VF : Corinne Wellong ; VQ : Marie-Evelyne Lessard) : Linda Lightstone, épouse de Jason
- Edi Patterson (en) (VF : Stéphanie Lafforgue ; VQ : Catherine Bonneau) : Alva Steele-Lightstone, sœur de Jason, fille de Gertrude, compagne de Morgan
- Alexander Elliot (en) (VF : Tom Trouffier ; VQ : Jacob Beaudry) : Bertrude « Bert » Lightstone, fils d'Alva, neveu de Jason, petit-fils de Gertrude
- André Eriksen (en) (VF : Laurent Maurel ; VQ : Christian Perrault) : « Pain d'épice »[N 1]
- Mitra Suri (de) : (VF : Julie Cavanna ; VQ : Aurélie Morgane) « Sucre d'orge »[N 2]
- Cha-Lee Yoon (de) (VF : Laurent Blanpain) : Techie
- Erik Athavale (d) : Richard
- Phong Giang (d) : Tinsel
- Leah Brady (VF : Lévanah Solomon ; VQ : Emma Bao Linh) : Gertrude « Trudy » Lightstone, fille de Jason et de Linda, petite-fille de Gertrude
- Stephanie Sy : « Dragée »[N 3]
- Can Aydin : « Flocon »[N 4]

 Source et légende : version française (VF) sur RS Doublage ; version québécoise (VQ) sur Doublage.qc.ca

## Production
En mars 2020, il est annoncé qu'Universal Pictures annonce avoir acquis les droits du script Violent Night écrit par Josh Miller et Patrick Casey et que le film sera produit par la société de 87North Productions. En novembre 2021, David Harbour est annoncé dans le rôle principal alors que Tommy Wirkola rejoint le projet comme réalisateur. Courant 2022, John Leguizamo, Beverly D'Angelo, Alex Hassell, Alexis Louder, Edi Patterson, Cam Gigandet ou encore André Eriksen rejoignent eux-aussi la distribution,,.

### Tournage
Le tournage débute en février 2022 à Winnipeg.

## Musique
Sauf indication contraire, les informations mentionnées dans cette section peuvent être confirmées par la base de données cinématographiques IMDb,  présente dans la section « Liens externes ».
- A Holly Jolly Christmas (en) par Burl Ives.
- ¿Dónde Está Santa Claus? (en) par Toni Slante (combat entre « Flocon » et le père Noël).
- Christmas Time (en) par Bryan Adams.
- Jingo Jango par Bert Kaempfert and His Orchestra.
- Merry Xmas Everybody par Slade.
- Santa Claus Has Had Enough of Christmas par Dominic Lewis.

Musique non mentionnée dans le générique
- You and Me and Santa Claus par Bill Connor et Bob Saker.

## Accueil

### Sortie
Violent Night est présenté en avant-première à la New York Comic Con le 7 octobre 2022. Il sort dans les salles françaises le 30 novembre 2022, puis aux États-Unis et au Canada le 2 décembre 2022.

### Accueil critique
Le film reçoit des critiques partagées. Sur l’agrégateur de critiques Rotten Tomatoes, il obtient 72 % d'avis favorables pour 165 critiques et une note moyenne de 6,3⁄10. Le consensus suivant résume les critiques compilées par le site : « Violent Night n'est peut-être pas aussi divertissant que son concept pourrait le suggérer, mais dans l'ensemble, c'est quand même parfois très amusant ». Sur Metacritic, il obtient une note moyenne de 56⁄100 pour 36 critiques.
Sur le site français AlloCiné, qui recense 13 critiques de presse, le film obtient la note moyenne de 2,9⁄5.

### Box-office
| Pays ou région        | Box-office        | Date d'arrêt du box-office | Nombre de semaines |
| --------------------- | ----------------- | -------------------------- | ------------------ |
| France                | 237 828 entrées   | 11 janvier 2023            | 6                  |
| Canada États-Unis     | 50 057 405 $      | 20 avril 2023              | 20                 |
| Total hors États-Unis | +025 947 000, USD | -                          | -                  |
| Total mondial         | +076 004 405, USD | -                          | -                  |

Pour son premier jour d'exploitation dans les salles françaises, Violent Night réalise 11 289 entrées pour un total de 1 172 séances proposées. Le film se classe en cinquième position du box-office des nouveautés pour leur premier jour en termes de vente totale de ticket, derrière Annie Colère (15 140) et devant Le Lycéen (7 386).
Pour sa première semaine d'exploitation en France, Violent Night totalise 88 083 entrées pour une cinquième position au box-office de la semaine, derrière le biopic Simone, le voyage du siècle (126 609) et devant la comédie française Fumer fait tousser (87 446). Le film chute à la neuvième place du box-office en semaine 2 avec 53 988 entrées, derrière Enzo Le Croco (59 118) et devant Reste un peu (50 333).

## Analyse
- Le personnage de Morgan Steele semble inspiré de Mark Wahlberg. Il a tourné dans plusieurs films où il joue le rôle d'un soldat. Il devait embarquer à bord du vol American Airlines 11. Il a déclaré que s'il avait été à bord, il aurait neutralisé les terroristes. En janvier 2012, Il a présenté des excuses pour avoir déclaré cela.